# Берест Борис Пантелеймонович
Бе́рест Бори́с Пантелеймонович (*1 жовтня 1924, Київ — 16 вересня 2001, Нью-Йорк) — український кіноповістяр, кінознавець, театрознавець, журналіст. Справжнє прізвище — Ковалів.

## Біографія
Народився 1 жовтня 1924 року в Україні. Закінчив Вищу театральну школу у Львові, потім — Український вільний університет у Празі. Після другої світової війни емігрував до США.
Помер 16 вересня 2001 р. у Нью-Йорку.
Батько: Ковалів Пантелеймон Кіндратович.

## Творчість
Автор:
- кіноповісті «Оксана»
- «Олександер Довженко. Критична монографія»(1961)[2]
- «Історії українського кіна» (1962)[3]

Редактор:
- Ковалів П. «Український правопис, 2 видання» (1977)[4]

Крім того — автор численних оглядів, рецензій.

## Цікаві факти
- Один з примірників книги «Український правопис, 2 видання» (1977) було подаровано українському мовознавцю Дмитрові Варламовичу Кислиці 31 січня 1977 року з дарчим підписом від Бориса Береста.[4]